# 南京地铁10号线
南京地铁10号线是南京地铁的一条东西向线路，一期工程东起雨花台区安德门站，途径建邺区，西至浦口区雨山路站，连接江北的江浦地区、河西的奥体地区，是南京市和江苏省首条运营的跨江地铁线路。一期工程线路全长21.6公里，设车站14座，其中地下段19.5千米、地面段和高架段2.1千米，过江隧道3.6千米，是中国掘进距离最长、埋深最深、水压最高、直径最大的地铁过江隧道。该线路在2005年建成的原南京地铁1号线小行至奥体中心段的基础上西延过江，2014年7月1日建成后独立通车。南京地铁10号线线路标识色为 Pantone 465C 。
2010年该线开工时，南京已规划9条地铁线路，因走势与其他9条地铁线路不符，故单独编号为10号线。

## 线路走向及车站
南京地铁10号线一期工程途径雨花台区、建邺区、浦口区，全长21.6公里，全线共设站14座，其中新建车站10座，利用原1号线既有车站4座。线路东起安德门站，在既有1号线安德门站东侧地下新建10号线车站，线路出站后沿安德门大街南行，再转向西南下穿1号线南延线后继续向西，与既有1号线在小行站东侧接轨。从接轨处起，10号线利用原1号线既有线路及车站，分别设小行站、中胜站、元通站、奥体中心站。出奥体中心站后为新建线路，沿乐山路北行至松花江西街路口设梦都大街站，之后折向西北下穿中华中学体育馆后转向月安街西行，穿过规划月安街延长线后，在扬子江大道路口设绿博园站。线路出绿博园站后在南京应天大街长江隧道南侧过江，先以小盾构穿越夹江至江心洲，在洲上设江心洲站，再以过江大盾构穿越长江主泓后进入浦口区，在长江北岸设临江站。线路出临江站后沿浦口大道向西敷设，依次设浦口万汇城站、南京工业大学站，下穿宁合高速后转向西南，进入浦口区政府驻地江浦街道（原珠江镇），沿江浦主城中心主干道（龙华路、文德路、宁乌公路）一路向南，依次设龙华路站、文德路站，直至宁合高速规划五里桥立交以北设终点站雨山路站。
10号线各站点如下：
| 南京地铁10号线车站列表    | 南京地铁10号线车站列表 | 南京地铁10号线车站列表 | 南京地铁10号线车站列表 | 南京地铁10号线车站列表            | 南京地铁10号线车站列表 | 南京地铁10号线车站列表 | 南京地铁10号线车站列表 | 南京地铁10号线车站列表 | 南京地铁10号线车站列表 | 南京地铁10号线车站列表 | 南京地铁10号线车站列表 | 南京地铁10号线车站列表 | 南京地铁10号线车站列表 |
| 车站名称 （在建■；完工■） | 中心 里程 km           | 前站 距离 km           | 位置                   | 换乘                              | 车站 形式              | 站台 形式              | 首班车                 | 首班车                 | 末班车                 | 末班车                 |                        |                        |                        |
| 车站名称 （在建■；完工■） | 中心 里程 km           | 前站 距离 km           | 位置                   | 换乘                              | 车站 形式              | 站台 形式              | 往安德门               | 往雨山路               | 往安德门               | 往雨山路               |                        |                        |                        |
| ------------------------- | ---------------------- | ---------------------- | ---------------------- | --------------------------------- | ---------------------- | ---------------------- | ---------------------- | ---------------------- | ---------------------- | ---------------------- | ---------------------- | ---------------------- | ---------------------- |
| 二期工程（建设中）        |                        |                        |                        |                                   |                        |                        |                        |                        |                        |                        |                        |                        |                        |
| 东麒路■                   |                        |                        | 石杨东路               |                                   |                        |                        |                        |                        |                        |                        |                        |                        |                        |
| 石杨路■                   |                        |                        | 纬七路—沧麒路          | █ 12号线规划 石杨路站（麒麟有轨） |                        |                        |                        |                        |                        |                        |                        |                        |                        |
| 杨庄■                     |                        |                        | 纬七路—双麒路          | █ 13号线规划                      |                        |                        |                        |                        |                        |                        |                        |                        |                        |
| 高桥门■                   |                        |                        | 七桥瓮公园             |                                   |                        |                        |                        |                        |                        |                        |                        |                        |                        |
| 承天大道■                 |                        |                        |                        |                                   |                        |                        |                        |                        |                        |                        |                        |                        |                        |
| 大校场■                   |                        |                        | 机场路                 | █ 5号线                           |                        |                        |                        |                        |                        |                        |                        |                        |                        |
| 机场跑道旧址■             |                        |                        |                        | █ 6号线在建 █ 16号线规划          |                        |                        |                        |                        |                        |                        |                        |                        |                        |
| 卡子门■                   |                        |                        |                        | █ 3号线                           |                        |                        |                        |                        |                        |                        |                        |                        |                        |
| 雨花台■                   |                        |                        |                        |                                   |                        |                        |                        |                        |                        |                        |                        |                        |                        |
| 共青团路■                 |                        |                        |                        |                                   |                        |                        |                        |                        |                        |                        |                        |                        |                        |
| 一期工程（已建成运营）    |                        |                        |                        |                                   |                        |                        |                        |                        |                        |                        |                        |                        |                        |
| 安德门                    | 0.640                  | —                      | 安德门大街             | █ 1号线                           | 地下                   | 岛式                   | 06:15                  | 6:00                   | 23:35                  | 23:40                  |                        |                        |                        |
| 小行                      | 2.797                  | 2.157                  | 软件大道-凤台南路      | █ 8号线规划                       | 高架                   | 岛式                   | 6:10                   | 6:03                   | 23:30                  | 23:43                  |                        |                        |                        |
| 中胜                      | 4.104                  | 1.307                  | 河西大街-泰山路        | █ 7号线                           | 地下                   | 侧式                   | 6:08                   | 6:05                   | 23:28                  | 23:45                  |                        |                        |                        |
| 元通                      | 5.504                  | 1.400                  | 河西大街-江东中路      | █ 2号线 河西有轨                  | 地下                   | 侧式                   | 6:05                   | 6:07                   | 23:25                  | 23:47                  |                        |                        |                        |
| 奥体中心                  | 7.369                  | 1.865                  | 乐山路-奥体大街        |                                   | 地下                   | 侧式                   | 6:02                   | 6:10                   | 23:22                  | 23:50                  |                        |                        |                        |
| 梦都大街                  | 8.217                  | 0.848                  | 乐山路—梦都大街        |                                   | 地下                   | 岛式                   | 6:01                   | 6:12                   | 23:21                  | 23:52                  |                        |                        |                        |
| 绿博园                    | 10.729                 | 1.512                  | 扬子江大道—月安路      | █ 9号线在建                       | 地下                   | 岛式                   | 5:58                   | 6:15                   | 23:18                  | 23:55                  |                        |                        |                        |
| 江心洲                    | 10.439                 | 1.350                  | 江心洲穿洲公路—洲泰路  | 江心洲有轨规划                    | 地下                   | 岛式                   | 5:56                   | 6:17                   | 23:16                  | 23:57                  |                        |                        |                        |
| 临江                      | 15.624                 | 4.545                  | 临江路—迎宾大道        | █ 15号线规划                      | 地下                   | 岛式                   | 5:51                   | 6:22                   | 23:11                  | 00:02                  |                        |                        |                        |
| 浦口万汇城                | 15.817                 | 0.833                  | 浦口大道—丰字河大道    | █ 11号线在建                      | 地下                   | 岛式                   | 5:49                   | 6:24                   | 23:09                  | 00:04                  |                        |                        |                        |
| 南京工业大学              | 17.591                 | 1.134                  | 浦口大道—新浦路        | █ 13号线规划                      | 地下                   | 岛式                   | 5:47                   | 6:26                   | 23:07                  | 00:06                  |                        |                        |                        |
| 龙华路                    | 19.018                 | 1.427                  | 龙华路—珠江路          |                                   | 地下                   | 岛式                   | 5:44                   | 6:29                   | 23:04                  | 00:09                  |                        |                        |                        |
| 文德路                    | 20.172                 | 1.154                  | 文德路—凤凰大街        | █ 13号线规划                      | 地下                   | 岛式                   | 5:42                   | 6:31                   | 23:02                  | 00:11                  |                        |                        |                        |
| 雨山路                    | 21.901                 | 1.729                  | 宁乌公路—光明路        |                                   | 地下                   | 岛式                   | 5:40                   | 6:34                   | 23:00                  | 0:14                   |                        |                        |                        |
| 三期工程（规划中）        |                        |                        |                        |                                   |                        |                        |                        |                        |                        |                        |                        |                        |                        |
| 科工园                    | 25.601                 |                        |                        |                                   | 地下                   |                        |                        |                        |                        |                        |                        |                        |                        |

## 历史

南京地铁1号线西段与10号线分线示意图

10号线的雏形是2003年《南京城市轨道交通线网规划调整》中规划的2号线西延线（过江线），该线路列入了同年11月底编制的《南京市城市快速轨道交通建设规划（2004－2015）》。2005年12月31日，该建设规划通过国务院审批，2号线西延线正式批准立项。根据这一建设规划，2号线将在集庆门大街站以南分叉，西延线沿应天大街向西延伸，经上新河站、江心洲站，过江抵达江浦珠江镇，终点站城西路站，线路长14.82公里，设站7座。2号线集庆门大街站为双岛同台换乘车站，在设计时即为西延过江做出了预留，预备在2号线西延线实施后，2号线以“Y”形分叉运营，集庆门大街站将作为两条支线的换乘车站。
根据当时的线网规划，在远期6号线环线实施后，还准备将2号线集庆门大街—油坊桥区间割接给环线，届时西延过江的2号线将与环线在集庆门大街站同台换乘。但由于集庆门大街站在施工中遭遇险情，为规避集庆门大街站及纬七路沿线施工风险，并为了河西城市规划的需要，2号线西延过江线的起点从2号线集庆门大街站调整为1号线奥体中心站，取消上新河站，新增绿博园站，改称“南京地铁西延过江线”。这一调整写入《南京市城市快速轨道交通建设规划调整报告（2004-2015）》上报，将西延过江线与1号线安德门—奥体中心区间共同组成为“10号线一期工程”，2010年5月正式得到国家发改委批复。
2010年1月，西延过江线完成总体设计及单项设计招标，1月10日举行开工仪式，勘测设计工作实质展开。2010年5月，西延过江线正式改为10号线，准备在建成后独立运营，解决1号线分叉运营的问题。10号线原计划在2015年5月建成通车，南京申办2014年夏季青年奥林匹克运动会成功后决定加快建设，争取在2014年青奥会举办前通车。
10号线由原南京地铁西延过江线、既有1号线安德门—奥体中心区间及新建区间安德门—卡子门3部分组成。从原1号线西延线终点奥体中心站向北建设新线，新建线路全长14.4km，全部为地下线，设车站8座，同时在安德门站另建站台。10号线设珠江东主变电站1座，雨山路停车场1处，改造现有小行车辆段，控制中心在既有珠江路控制中心基础上改造，并在雨山路停车场新建备用控制中心。
2013年6月20日，10号线全线洞通。11月24日，全线轨通。2014年2月26日，开始不载客试运行。同年5月31日运营结束后，原1号线安德门至奥体中心区间开始停运改造，6月正式割接至10号线。2014年7月1日，10号线全线试运营。

## 车辆
因为10号线在原1号线西延线基础上延伸建设，为与既有设施兼容，10号线采用与1号线相同的6节编组A型车，共配车21列。
一期列车（内部编号NJ10-01，厂商代码PM056）由南京南车浦镇城轨车辆、阿尔斯通联合体合作生产，其中南车浦镇负责整车制造，阿尔斯通联合体提供车辆牵引等系统设备，合同总价9.81亿元。首列车于2012年交付。
10号线一期列车采用铆接车体，颜色以香槟金色为主色，车头造型继承1号线、2号线所用车辆造型，内饰也大致相同。
为10号线二期工程建设需要，2022年南京地铁再次与中车浦镇签订15列新车合同。与一期列车相比，二期列车采用焊接车体，外形相比一期列车有所不同，同时增加自主MVB网络系统、走行部故障诊断系统、火灾报警系统、受电弓检测系统，新采用LCU设备替换车辆部分继电器，在适应原有一期项目列车的基础上，提升了列车逻辑控制的可靠性。其中首列车于2023年11月交付南京地铁马群车辆段。
| 型号名                      | 制造商           | 车辆编成            | 制造年代  | 车辆总数             | 上线时间    | 昵称         |
| --------------------------- | ---------------- | ------------------- | --------- | -------------------- | ----------- | ------------ |
| NJ10-01 （南京地铁PM056型） | 南车南京浦镇车辆 | 6A(Tc+Mp+M+M+Mp+Tc) | 2013-2014 | 21列 (001002-041042) | 2014/07/01- | 金鱼、香槟鱼 |
| NJ10-02 （南京地铁PM225型） | 中车南京浦镇车辆 | 6A(Tc+Mp+M+M+Mp+Tc) | 2023-2024 | 15列 (043044-071072) |             | 伪鱼         |

## 车站特色
南京地铁10号线是南京地铁首条过江线路，全线所经过的区域有南京奥体中心、江心洲、浦口新区等区域，途径区域为南京今后发展的现代化区域，所以地铁10号线装修定位为“功能化、国际化、时尚化”，其设计主题为“炫彩金陵”。
其中，安德门站、江心洲站、龙华路站的车站主色调为蓝色，梦都大街站、文德路站主色调为黄色，绿博园站、南京工业大学站、雨山路站主题色为绿色，临江站主题色为橙色，浦口万汇城站主题色为红色。色彩主要通过大面积的马赛克贴面，应用于车站天花、柱子、实体栏板及站名墙处。

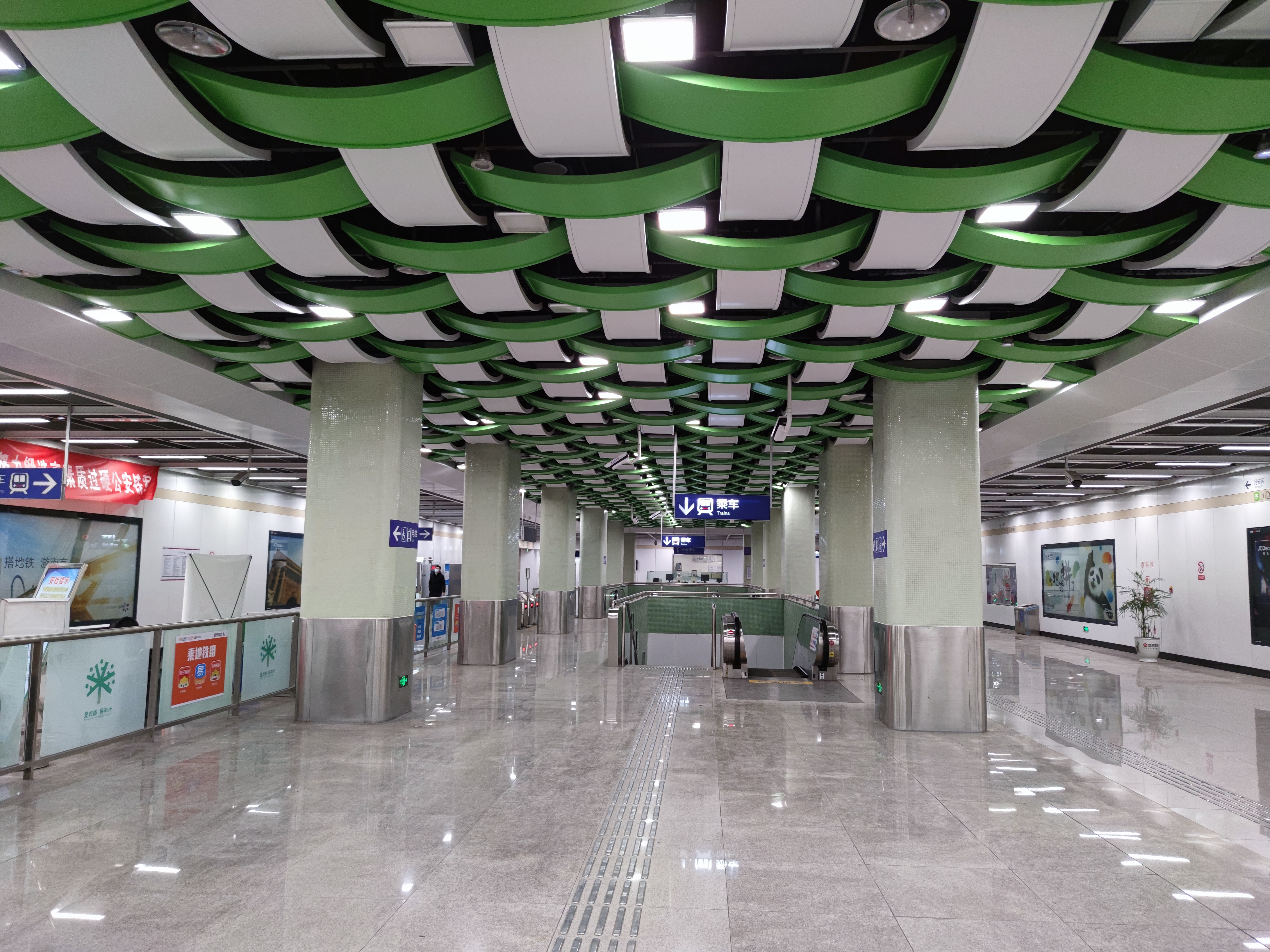
以绿色环保为主题的绿博园站
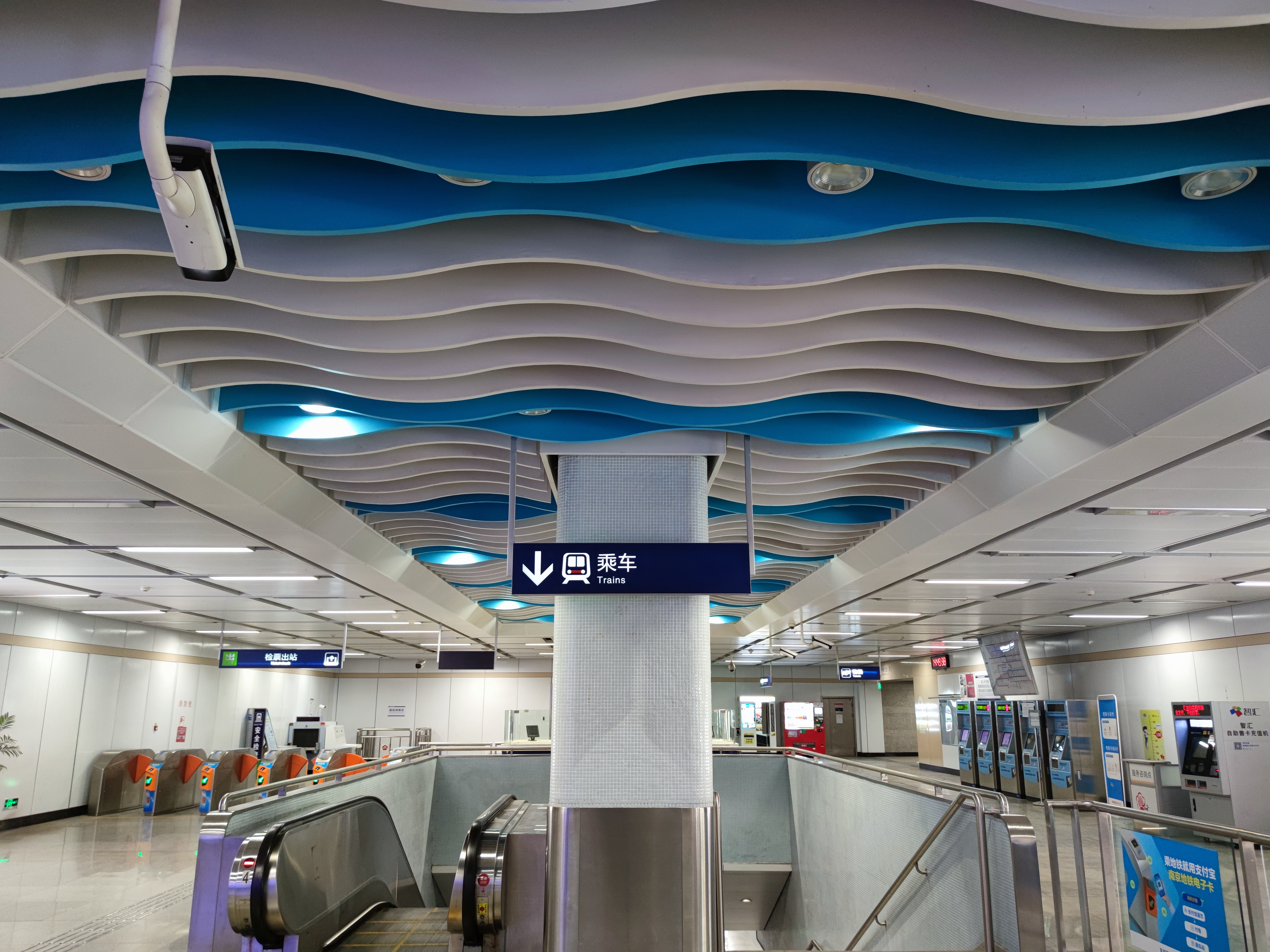
融合长江涌浪元素的江心洲站
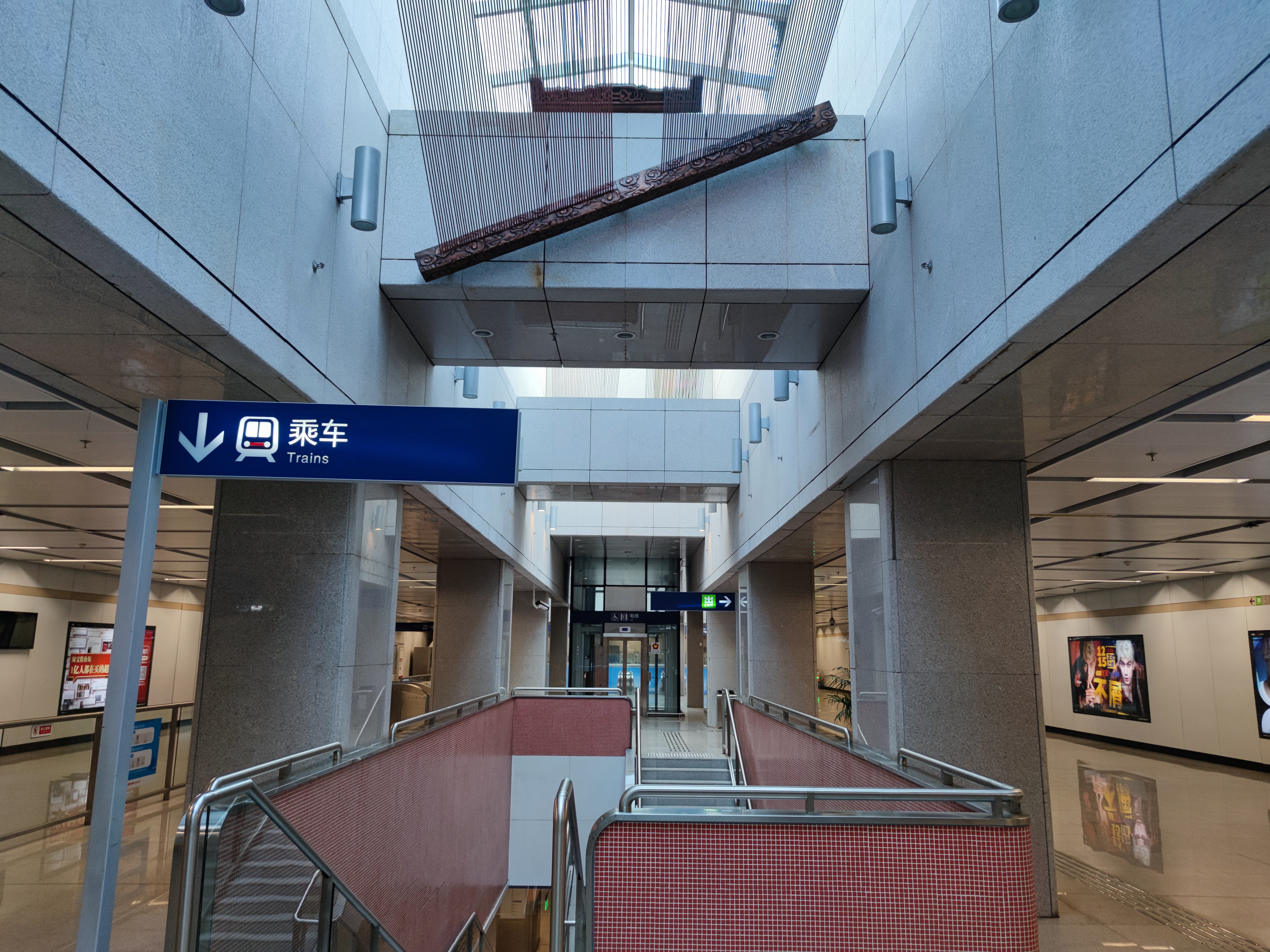
融合了南京云锦织造元素的浦口万汇城站吊顶
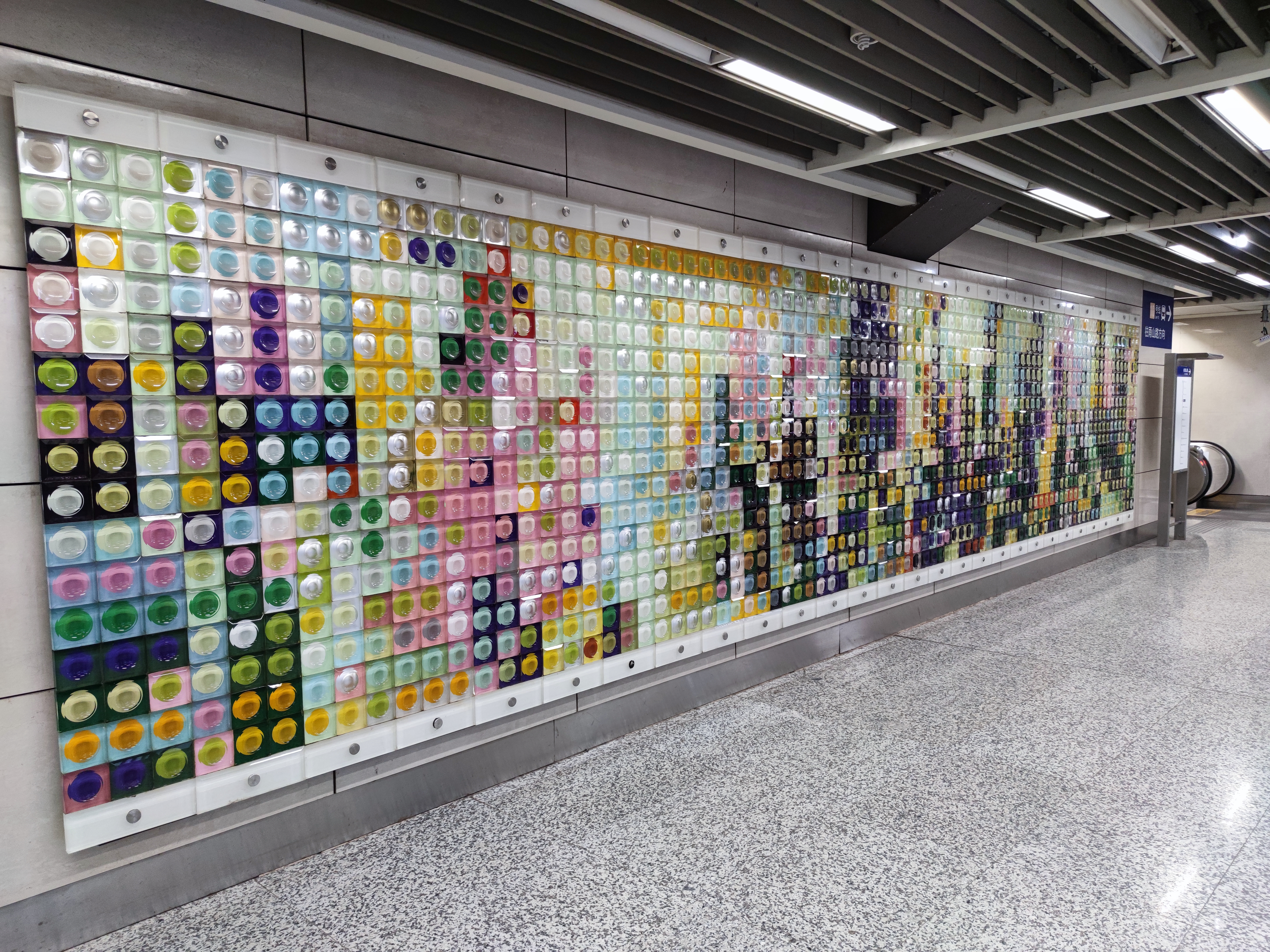
元通站文化墙“璀璨新城”
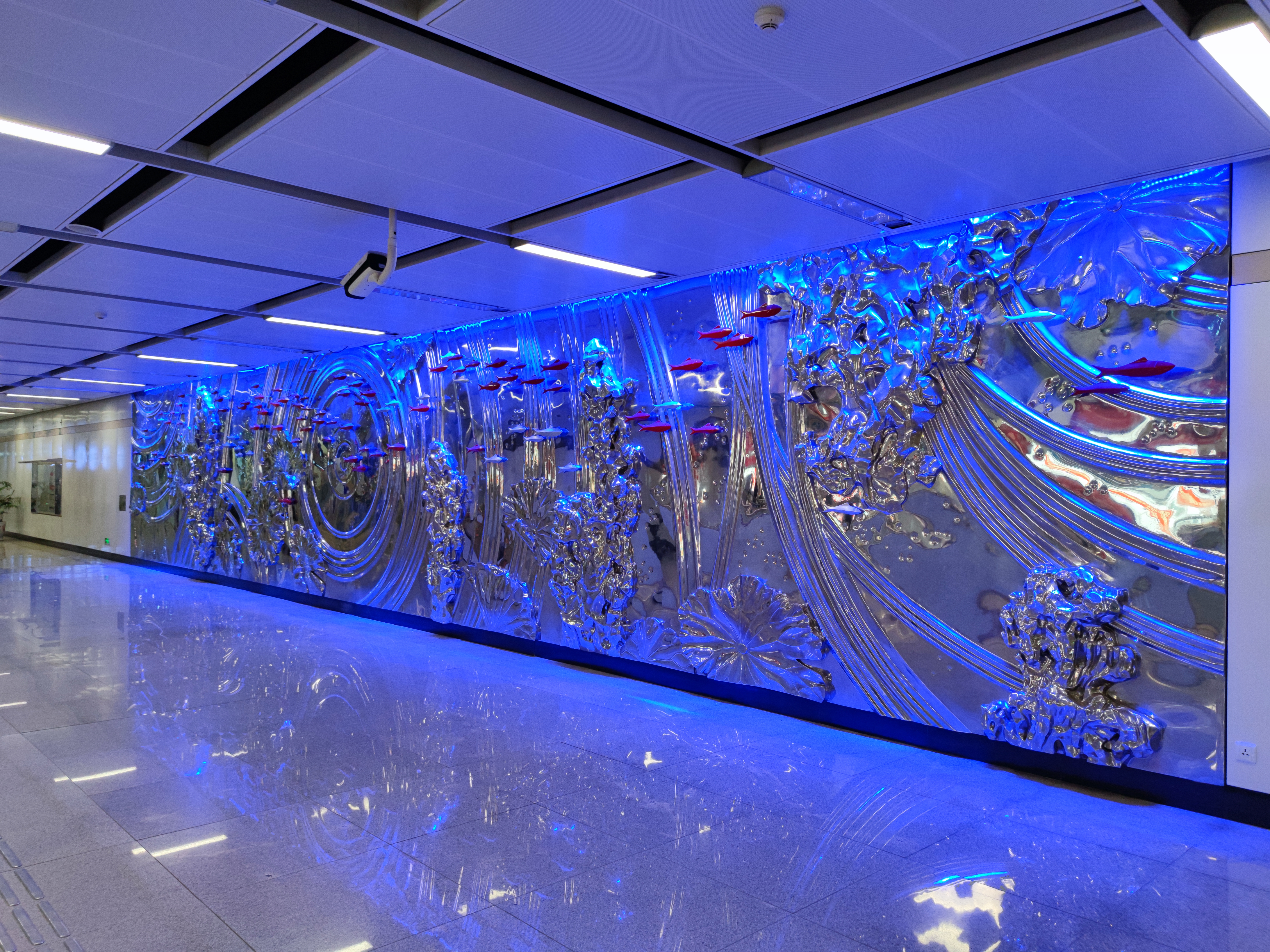
江心洲站文化墙“水、雨、灵动”
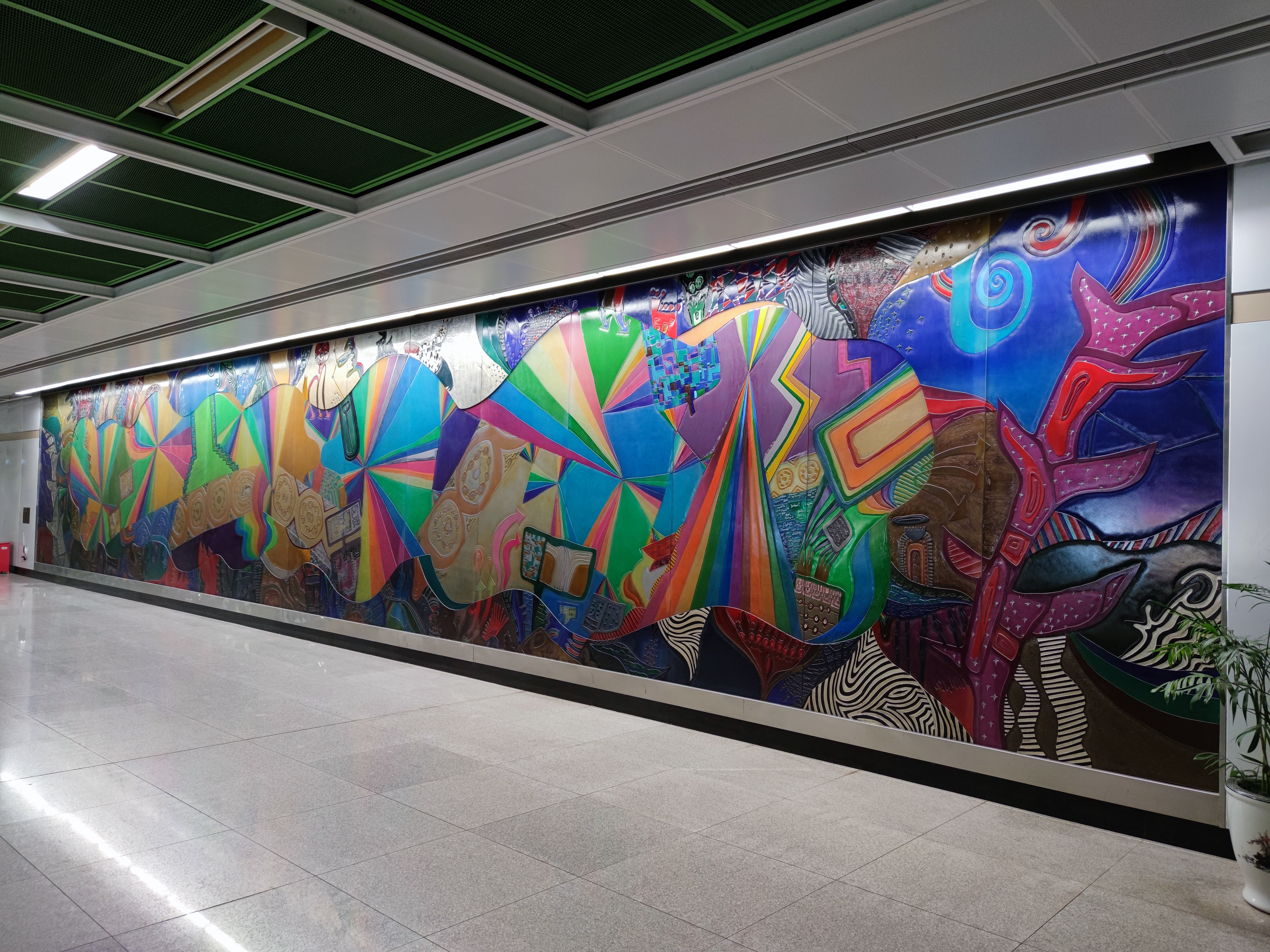
南京工业大学站以云计算为主题的文化墙“彩云追梦”

## 近期建设与未来规划

### 10号线二期
2020年3月18日，南京市发展和改革委员会官方发布信息，南京地铁10号线二期工程初步设计获批。10号线二期起于安德门站，出站后线路主要沿雨花西路、雨花南路、明匙路、原大校场机场跑道北侧绿化带、纬七路、石杨路、石杨东路敷设，终至石杨东路站。途经秦淮区、雨花台区、江宁区3个行政区。线路全长13.33公里，全部为地下线。截止目前，10号线2期已经开工。
10号线二期起于安德门站，出站后线路主要沿雨花西路、雨花南路、明匙路、原大校场机场跑道北侧绿化带、纬七路、石杨路、石杨东路敷设，终至石杨东路站。途经秦淮区、雨花台区、江宁区3个行政区。线路全长13.33公里，全部为地下线。2020年6月2日，10号线二期已经正式开工。
2025年4月8日，10号线二期全线轨通。

### 未来规划
滁州市南谯区区长姚志江在接受采访时曾表示有意将南京地铁10号线延伸到滁州站的轨道交通项目纳入规划，但截至2019年8月并无进一步动作。

## 大事记
- 2005年12月31日，《南京市城市快速轨道交通建设规划（2004-2015）》通过国务院审批，2号线西延线（过江线）正式立项。[19]
- 2009年5月19日，南京地铁西延过江线工程环境影响报告第一次公示，工程改为由1号线西延线接出延伸过江。[20]
- 2009年7月29日，南京地铁西延过江线工程环境影响报告第二次公示，工程增设松花江路站。[21]
- 2009年7月，《南京地铁西延过江线工程可行性研究报告》由中铁二院工程集团有限责任公司编制完成。
- 2009年9月，《南京地铁西延过江线工程环境影响报告书》由中铁第四勘察设计院集团有限公司编制完成。
- 2010年1月，《南京地铁西延过江线工程环境影响报告书》通过环境保护部审批。
- 2010年1月10日，南京地铁3号线暨1号线西延过江线（试验段）在南京南站举行开工仪式。
- 2010年12月17日，《南京市城市快速轨道交通建设规划调整（2004-2015）》通过国家发改委审批，原建设规划的西延过江线起点由2号线集庆门大街站变更为1号线奥体中心站，与既有1号线奥体中心—安德门段共同组成10号线一期工程。[22]
- 2010年12月18日，10号线过江隧道工程正式开工。2011年1月3日，江北隧道隧道围护及止水结构开始施工。 [23]
- 2011年6月15日，《南京地铁10号线一期工程可行性研究报告》通过国家发改委审批。
- 2012年4月21日，10号线过江隧道盾构开始掘进。[24]
- 2012年6月，《南京地铁十号线一期工程初步设计》通过江苏省发改委审批。
- 2012年12月8日，10号线铺轨工程开始。10号线从基础性的土建工程逐步转入轨道、设备安装工程施工
- 2013年1月10日，10号线过江盾构穿越58米深的长江江底。[25]
- 2013年5月3日，10号线首列列车运抵马群车辆基地，开始进行车辆调试。[26]
- 2013年5月10日，10号线长江隧道盾构贯通。[27]
- 2013年5月，《南京地铁十号线一期工程调整补充环境影响报告书》由铁道第四勘察设计院编制完成。
- 2013年6月20日，10号线全线洞通。[28]
- 2013年11月24日，10号线全线轨通。[28]
- 2013年11月，《南京地铁十号线一期工程调整补充环境影响报告书》通过环境保护部审批。
- 2014年2月26日，开始不载客试运行。
- 2014年5月31日，原南京地铁1号线既有安德门至奥体中心区间停运进行线路割接施工，小行站至奥体中心站4站封闭，进行并入10号线之前的信号调试。[29]
- 2014年7月1日，南京地铁10号线正式开通运营。[30]
- 2015年5月5日，国家发改委批复《南京市城市轨道交通第二期建设规划（2015～2020年）》，同意10号线二期工程正式立项。[31]
- 2020年，南京地铁10号线二期初步设计获批。[15]同年，土建招标中标公告发布。[14]同年5月，南京地铁10号线2期施工许可证获批。[32]同年10号线2期正式开工。

## 事故
2025年2月5日下午，10号线江心洲站至临江站间发生设备故障，导致大量乘客滞留。南京地铁在当天深夜发布通告称，排查发现浦口大道与横江大道交汇处附近地下水渗出影响地铁运行安全，该区间需临时停运，10号线调整为安德门站至绿博园站及万汇城站至雨山路站小交路运行，绿博园站至万汇城站提供公交接驳服务。
9日，南京地铁发布通告称，已邀请钱七虎院士专家组参与修复方案制定、评估论证等工作，该区间安全风险已消除，预计3月1日恢复运营。
2025年2月24日，南京地铁十号线过江段开始不载客试运行，不再在绿博园站和浦口万汇城站进行站前折返。2月27日，南京地铁十号线全线恢复正常运营。